# Джованні Бернардино Аццоліно
Джованні Бернардино Аццоліно (італ. Giovanni Bernardino Azzolino; 1572, Чефалу, Сицилія — 12 грудня 1645, Неаполь) — неаполітанський художник зламу XVI–XVII ст. Прізвище художника не мало сталої форми, тому у документах його писали як Аццоліні, Маццоліні, Азолені. У італійців відомий також як  Бернардино іль Сициліано. 

## Життєпис
У віці 22 роки прибув у Неаполь разом із приятелем Луїджі Родрігесом ( бл.1580—1609), що теж був художником. 
У Неаполі познайомився і  заприятелював із художником Фабріціо Сантафеде. Завдяки Сантафеде отримав першу значну замову. Працював по замовам релігійних громад міста, його твори мали різні церкви Неаполя — Джезу Нуово, Джироламіні, базиліка Санта-Марія-делла Саніта, Піо Монте делла Мізерікордія, Санта-Марія-Маджоре тощо. Окрім Неаполя брав замови із інших міст, відомо, що працював у місті Генуя.
Узяв шлюб у Неаполі. Його донька стала дружиною іспанського художника Хосе де Рібера.
Виборов у Неаполі художній авторитет. На честь Аццоліно місцевий поет Джованні Баттіста Базіле склав панегіричну оду.

## Вибрані твори
- «Вознесіння Господнє»

«Святий Паоліно дарує свободу рабу», Піо Монте Делла Мізерікордія, Неаполь.

- «Святий Паоліно дарує свободу рабу»
- «Мадонна з немовлям і святими»
- вівтар «Мадонна з немовлям»
- «Святий Себастьян»
- «Франциск Ассізький»
- «Св. Бенедик абат»
- «Св. Антоній Падуанський»
- «Мадонна Непорочного Зачаття»
- «Мадонна з немовлям і Святими Цецилією та Катериною Александрійською»
- «Св. Катерина Сієнська»